# Schwanenstüber

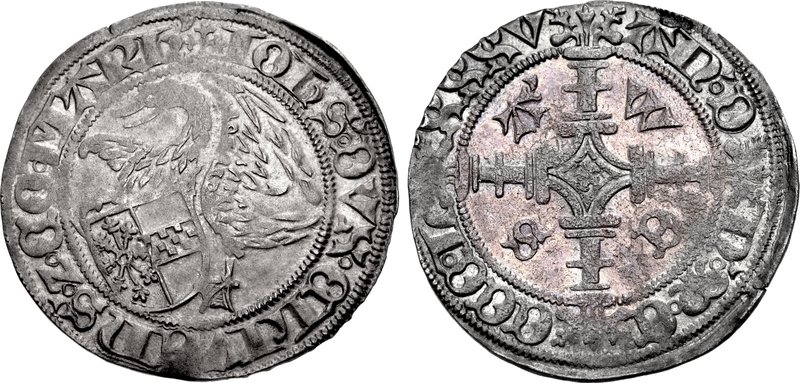
Schwanenstüber von 1485 des Herzogs Johann II. von Kleve aus der Münzstätte Wesel (Silber; Durchmesser 27 mm; 2,84 g)

Der Schwanenstüber ist ein nach dem Münzbild benannter Stüber des Herzogtums Kleve. Die Münze wurde zuerst 1481/82 in der Münzstätte Kleve geprägt. Ab 1485 kam sie auch in Wesel zu Ausprägung. Aus der Münzstätte Emmerich ist das Gepräge mit der Jahreszahl 1508 und ohne Prägejahr bekannt. Sie zeigen auf der Vorderseite einen Schwan als Schildhalter.

## Münzgeschichtliche Zusammenhänge

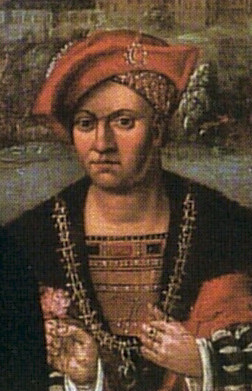
Johann II. von Kleve, genannt der Fromme oder der Kindermacher, ließ den Schwanenstüber vor seiner Machteinschränkung prägen.

Nach Hermann Grote könnte der Name Stüber von englisch „stubborn“ = steif abgeleitet sein. Der Stüber ist eine Nachahmung des holländischen Stüvers in den rheinisch-westfälischen Gebieten. Im Jahr 1491 sind Stüber in Ostfriesland urkundlich erwähnt. 24 Stück entsprachen einem Goldgulden. Es sind auch Doppelstüber bekannt. Der klevische Doppelstüber von 1508 zeigt das Vorderseitenbild des Schwanenstübers auf beiden Seiten der Münze mit dem Unterschied, dass der Schwan auf einer Seite das Wappen des Herzogtums Kleve hält, während er auf der Gegenseite als Schildhalter des Wappenschilds der Grafschaft Mark zu sehen ist.

## Münzbeschreibung

### Schwanenstüber der Münzstätte Wesel
Der oben abgebildete Schwanenstüber des Herzogs Johann II. von Kleve (1481–1521) wurde 1485 in der Münzstätte Wesel geprägt. Die Münzstätte ist in den Kreuzwinkeln der Rückseite mit den Buchstaben W – E – S – A angegeben. Die Vorderseite zeigt den in der Münzgeschichte genannten nach links blickenden Schwan mit ausgebreiteten Flügeln als Schildhalter des geteilten Wappens des Herzogtums Kleve sowie die Titelumschrift des Herzogs mit JOh(anne)s • DVX • CLIVENS(is) • Z • CO(mes) • MARK in Mönchschrift. Die Übersetzung lautet: Johann II. Herzog von Kleve und Graf von Mark. Das „II.“ in der Umschrift wird bemerkenswerterweise durch eine kantige arabische „2“ („Z“) dargestellt. Die Umschrift der Rückseite enthält das Prägejahr in römischer Zahlschrift: An(no) • D(omi) – n(i) • M • C – CCC • L – XXXV (Im Jahr des Herrn 1485.).

### Schwanenstüber der Münzstätte Kleve

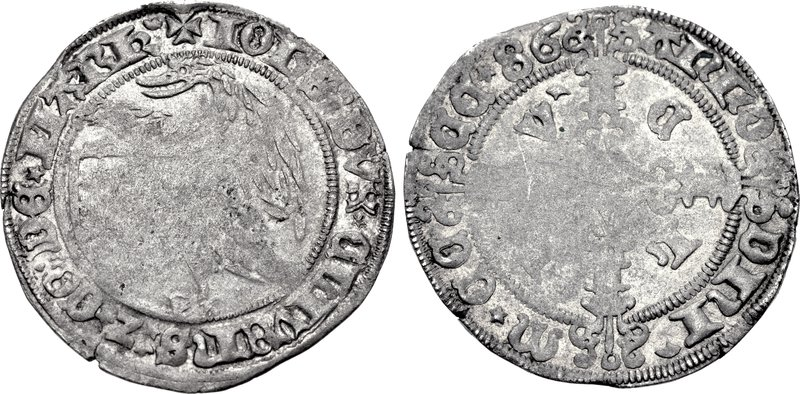
Schwanenstüber von 1486 des Herzogs Johann II. von Kleve aus der Münzstätte Kleve (Silber; Durchmesser 26 mm; 2,88 g)

Der Schwanenstüber der Münzstätte Kleve (siehe nebenstehendes Bild) hat im Gegensatz zum Weseler Schwanenstüber die Buchstaben C –  L –  I – V in den Kreuzwinkeln der Rückseite. Ein weiterer Unterschied besteht in der Rückseitenumschrift. Sie enthält das Prägejahr teilweise in römischen und in arabischen Zahlen:
- AnnO – D(om)I(n)I –  M • CC – CC • 86 (im Jahr des Herrn 1486)

Die Verwendung von zwei unterschiedlichen Zahlschriften für die Angabe eines Prägejahres auf einer spätmittelalterlichen Münze ist mit großer Wahrscheinlichkeit einmalig.
Die Vorderseite entspricht dem oben abgebildeten Schwanenstüber der Münzstätte Wesel. Die starke Abnutzung des Stübers ist durch den Reibungsverschleiß im natürlichen Umlauf entstanden. Der Zustand des Münzbildes zeugt von der einst  hohen Umlaufgeschwindigkeit dieser Münze.

### Schwanenstüber der Münzstätte Emmerich

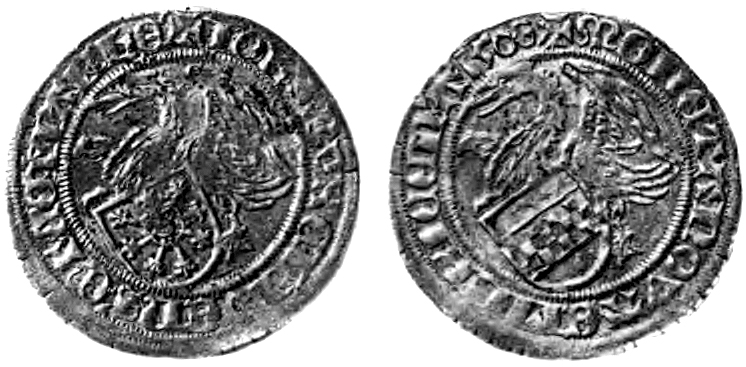
Doppelter Schwanenstüber von 1508 des Herzogs Johann II. aus der Münzstätte Emmerich.

Der in der Sauermaschen Münzsammlung vorhandene Schwanenstüber aus der Münzstätte Emmerich mit den Buchstaben E – M – R – I in den Kreuzwinkeln der Rückseite ist wahrscheinlich nur von Hugo von Saurma-Jeltsch erfasst worden. Dieser von ihm als Groschen bezeichnete Schwanenstüber ist ohne Jahreszahl angegeben. In dieser Sammlung ist ein Gepräge von 1508 aus Emmerich auch als Doppelgroschen (doppelter Schwanenstüber) mit dem Schwan und je einem Wappen auf beiden Seiten (Herzogtum Kleve//Grafschaft Mark) vorhanden. Die Vorderseite nennt den Titel des Herzogs, die Rückseite die Münzstätte Emmerich und das Prägejahr 1508 oder 1506(?) der „neuen Münze“.

## Sage
Nach Alfred Noss bezieht sich der Schwan im Münzbild des Stübers auf die Sage von der Herkunft der Grafen von Kleve. Die Erkenntnisse der Historiker zur Herkunft der Grafen sind umstritten. Der Sage nach sind eine Beatrix, Tochter eines Grafen Dietrich, und ein geheimnisvoller junger Mann die Eltern der Ahnherren von Kleve.

„Die Tochter Beatrix des 710 verstorbenen Grafen Dietrich habe im Jahr 711 vom Fenster der Burg zu Nijmegen auf der Waal ein Schiff mit einem jungen Mann gesehen, das von einem Schwan gezogen worden sei. Der Jüngling bot seine Hilfe gegen die Feinde von Beatrix an und vermählte sich nach siegreichem Kampf mit ihr. Aus der Ehe gingen drei Söhne, die Ahnherren der Grafen von Cleve, hervor.“

Der Schwan auf der Münze ist nach Alfred Noss das Sinnbild für diese sagenhafte Ahnengeschichte.